# Codex Mendoza

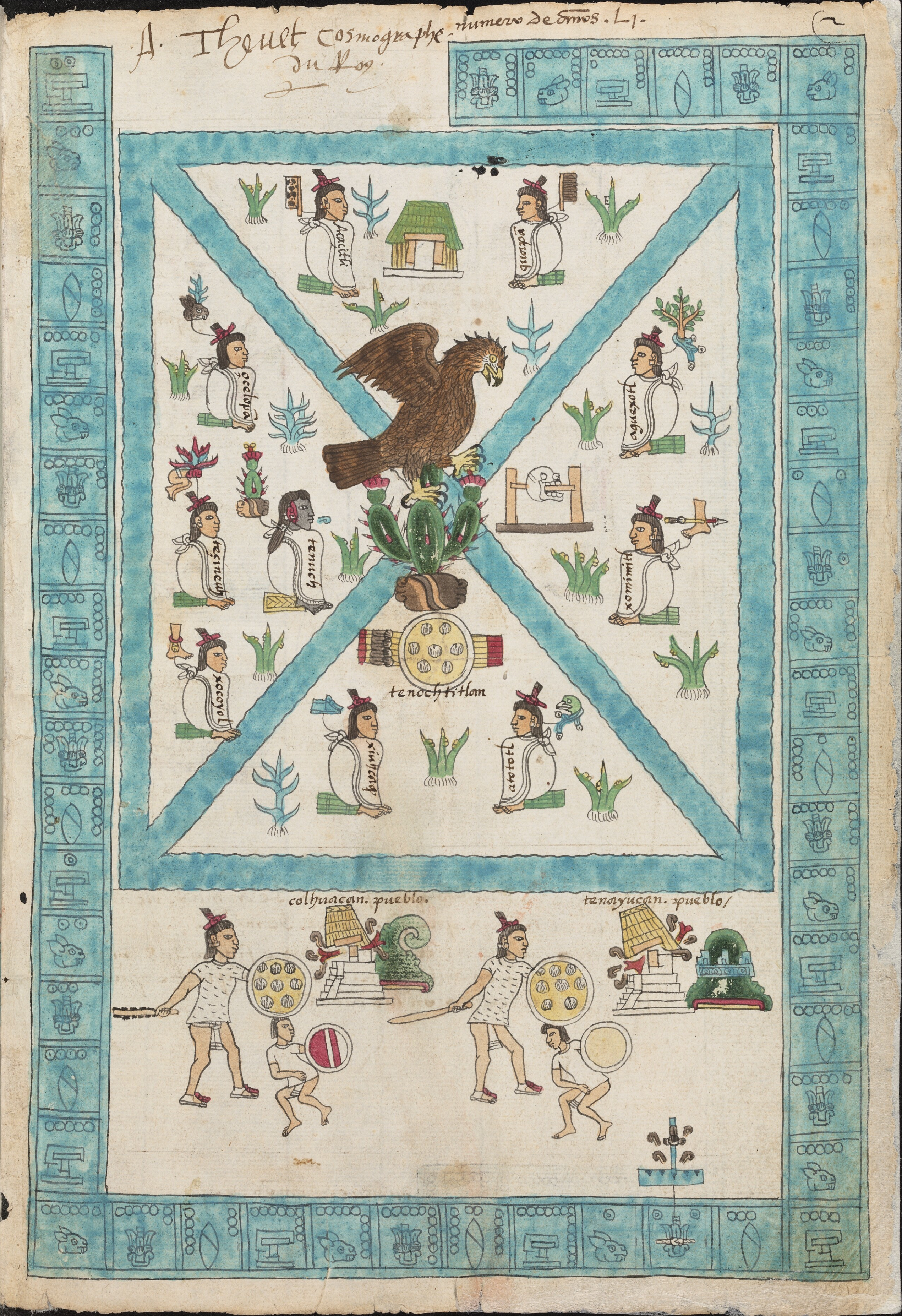
Hauptblatt des Codex Mendoza mit Darstellung der Gründungslegende Tenochtitlans

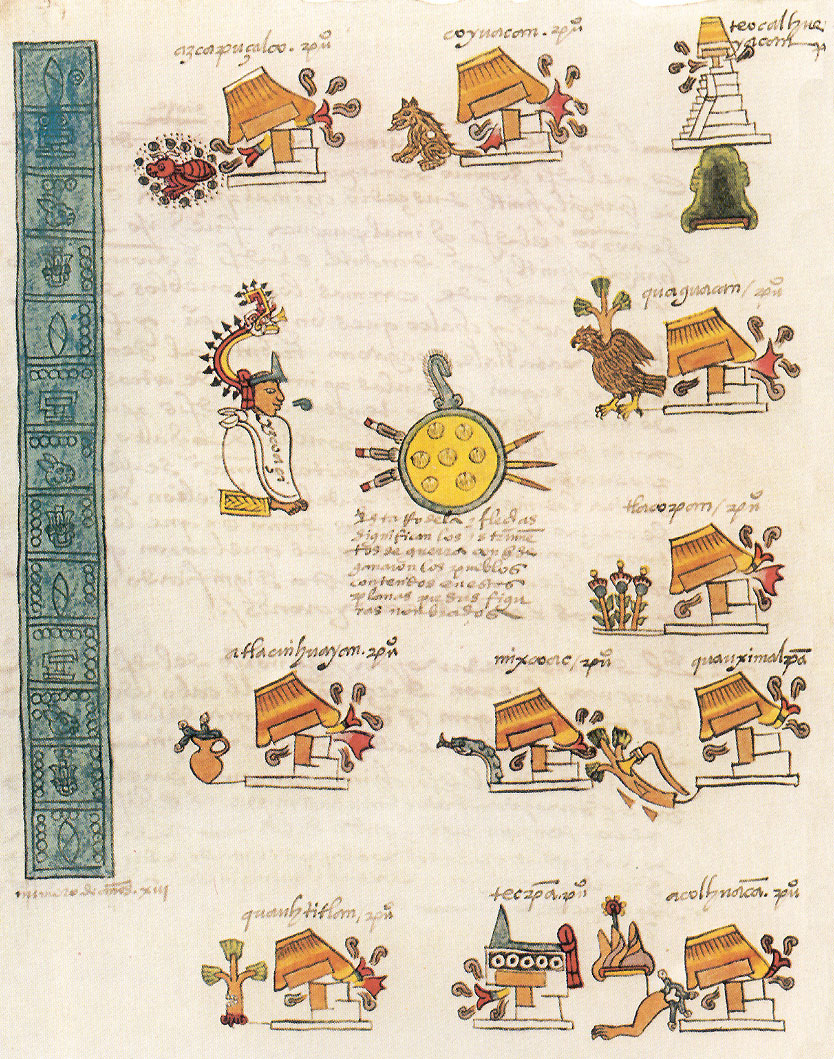
Tlatoani Itzcóatl aus dem Codex Mendoza, seine Eroberungen zeigend

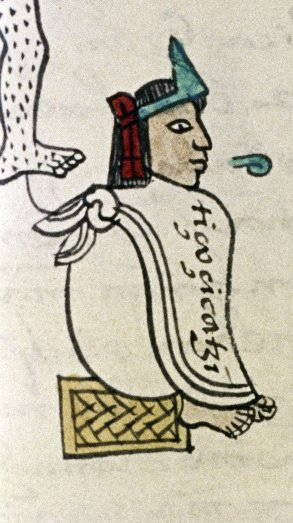
Sprechblase und Sitzen auf einer Flechtmatte

Der Codex Mendoza ist eine aztektische Bilderhandschrift, die um das Jahr 1541/42 im Auftrag des Vizekönigs von Neuspanien, Antonio de Mendoza, für Karl V., den damaligen König von Spanien und Kaiser des Heiligen Römischen Reichs angefertigt wurde. Im Format 32,7 × 22,9 cm stellten auf 71 Seiten aztekische Schreiber die aztekische Geschichte von 1325 bis 1521, Tributzahlungen und das Leben der Azteken in ihrem autochthonen Schriftsystem dar, ergänzt durch spanische Übersetzungen, Kommentare und Erweiterungen.

## Geschichte
Im Jahr 1542 wurde die Handschrift zwar nach Spanien geschickt, gelangte aber durch Piraten zunächst nach Frankreich, wo der französische Mönch und Reisende André Thevet (1502–1590) in seiner Kosmografie darauf Bezug nahm. Sie befindet sich seit 1659 im Besitz der Bodleian Library in Oxford (Signatur MS. Arch. Selden. A. 1).

## Inhalt
Der Codex Mendoza enthält wichtige Informationen über die Herkunft, die Kriege, die Kindeserziehung und den Glauben der Azteken. Auf der Bildschrift, die die Gründungslegende von Tenochtitlán darstellt, ist ein Adler zu sehen, der sich auf einem Kaktus niederlässt und im Schnabel ein gelbes und ein rotes Band, die aztekischen Wortbilder für „Rauch“ und „Flammen“, als Symbol für den Krieg trägt. In späteren Überlieferungen hält der Adler eine Schlange in seinen Krallen (Aubin-Codex (1576), Fernando Alvarez Tezozómocs Cronica Mexicana (1598)), wie er noch heute das Wappen und die Flagge Mexikos ziert.
Der Codex zeigt, dass die Azteken den Akt des Sprechens durch ein Luftwölkchen symbolisierten, ähnlich den Sprechblasen der Comics.

## Ausgaben
- James Cooper Clark (Hrsg.): Codex Mendoza, the Mexican manuscript known as the Collection of Mendoza and preserved in the Bodleian library, Oxford. 3 Bde., Waterlow, London 1938
- Kurt Ross (Hrsg.): Codex Mendoza: aztekische Handschrift. Parkland, Stuttgart 1978, ISBN 3-88059-123-7
- Frances F. Berdan: The Codex Mendoza. 4 Bde. Berkeley [u. a.]: Univ. of Calif. Pr. 1992 ISBN 0-520-06234-5
  - Bd. 1: Interpretation of Codex Mendoza
  - Bd. 2: Description of Codex Mendoza
  - Bd. 3: A facsimile reproduction of Codex Mendoza
  - Bd. 4: Pictorial parallel image replicas of Codex Mendoza
- Stefan Rinke, Federico Navarrete, Nino Vallen (Hrsg.): Der Codex Mendoza. Das Meisterwerk aztekisch-spanischer Buchkultur. wbg Edition, Darmstadt 2021, ISBN 978-3-534-27355-3